# 鎮沅府
鎮沅府（ちんげんふ）は、中国にかつて存在した府。明代から清代にかけて、現在の雲南省鎮沅イ族ハニ族ラフ族自治県一帯に設置された。

## 概要
1402年（建文4年）、明により鎮沅州が置かれた。1406年（永楽4年）、鎮沅州が鎮沅府と改められた。鎮沅府は雲南省に属し、禄谷寨長官司を管轄した。刀氏が土司として知府を世襲した。
1727年（雍正5年）、清の改土帰流により流官の統治するところとなった。1770年（乾隆35年）、鎮沅府は鎮沅直隷州に降格した。1840年（道光20年）、鎮沅直隷州は鎮沅直隷庁に昇格した。
1913年、中華民国により鎮沅直隷庁は廃止された。